# Saint-Martial-de-Valette
Saint-Martial-de-Valette is een gemeente in het Franse departement Dordogne (regio Nouvelle-Aquitaine) en telt 819 inwoners (2005). De plaats maakt deel uit van het arrondissement Nontron.

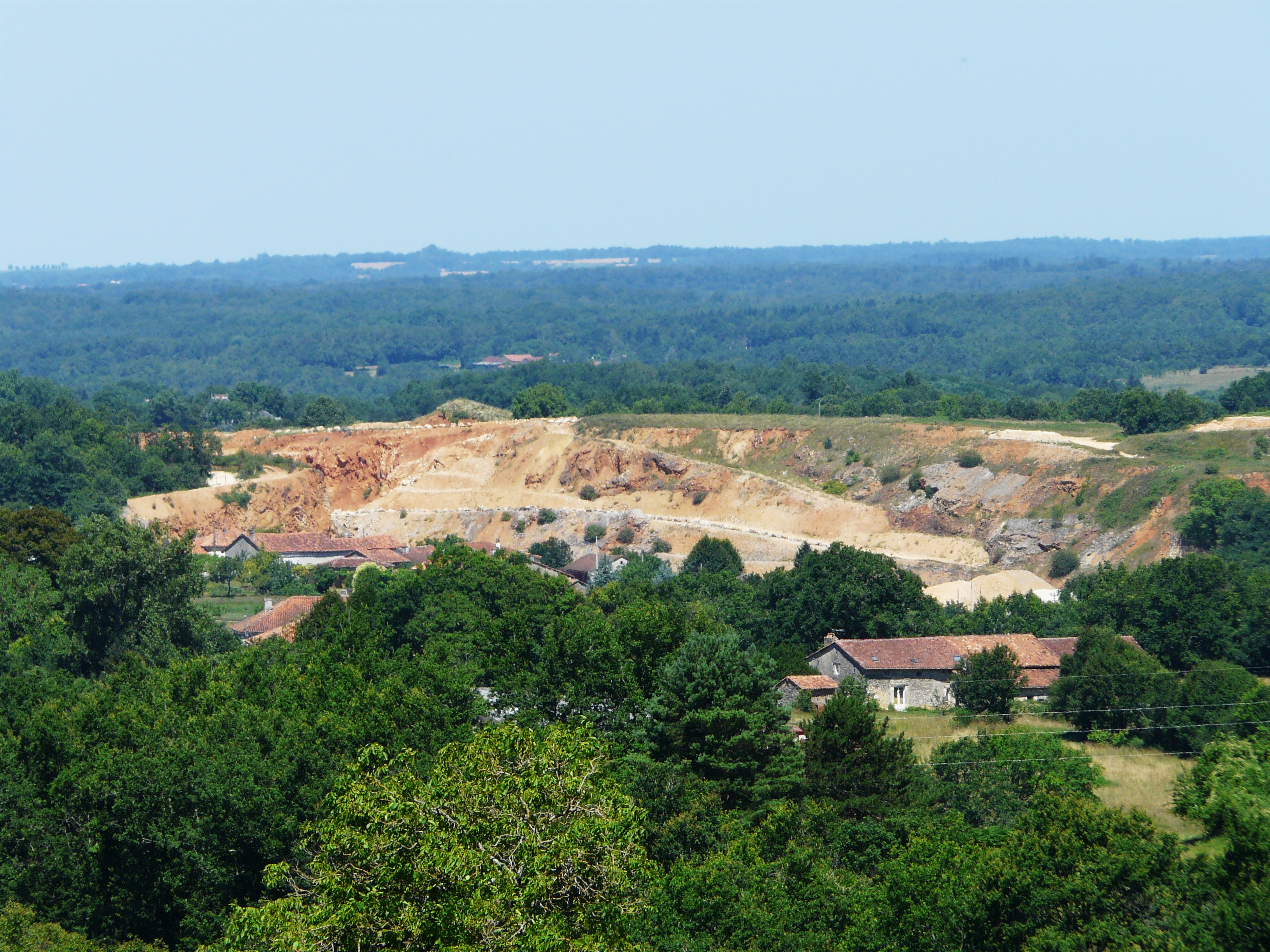
Saint-Martial-de-Valette
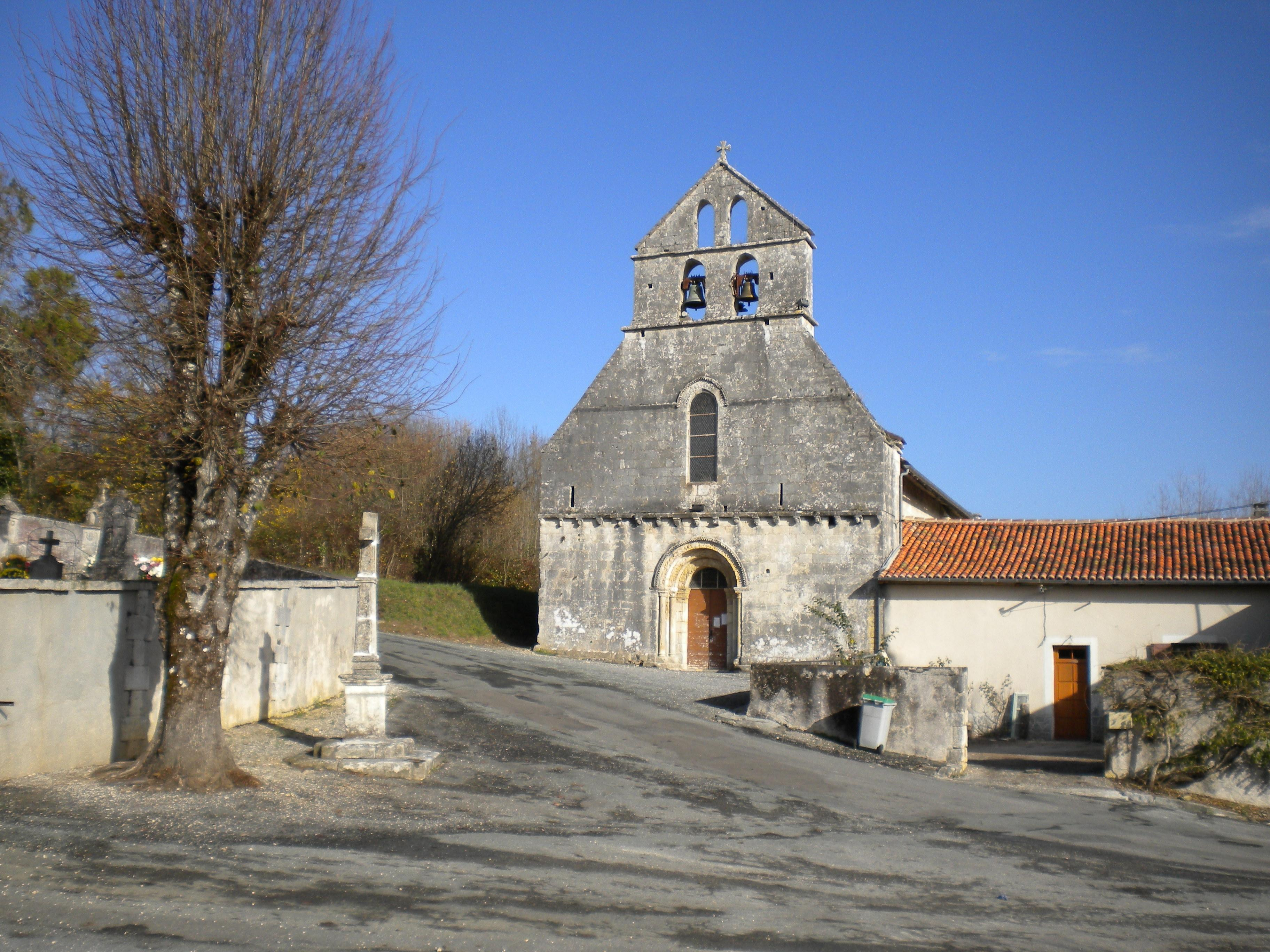
Kerk van Saint-Martial-de-Valette

## Geografie
De oppervlakte van Saint-Martial-de-Valette bedraagt 15,8 km², de bevolkingsdichtheid is 51,8 inwoners per km².
De onderstaande kaart toont de ligging van Saint-Martial-de-Valette met de belangrijkste infrastructuur en aangrenzende gemeenten.

## Demografie
Onderstaande figuur toont het verloop van het inwonertal (bron: INSEE-tellingen).